# Bandsäge

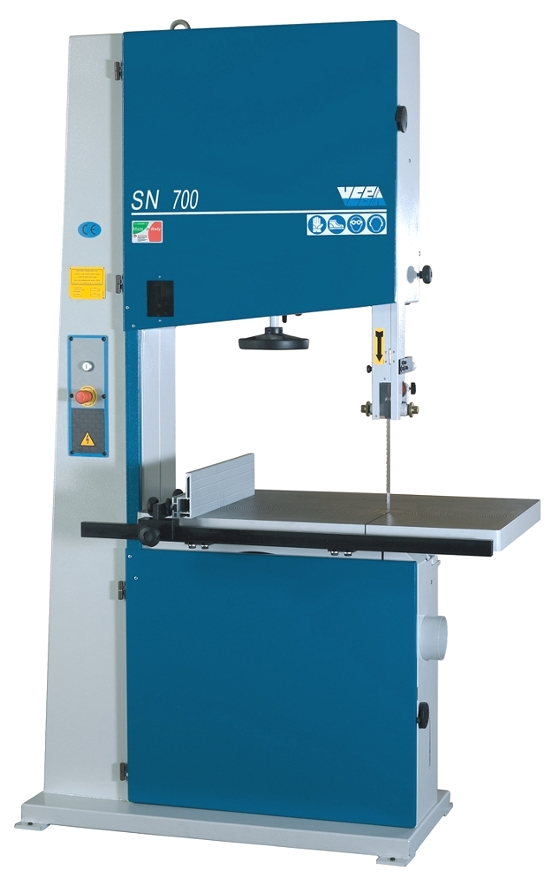
Moderne Tischbandsäge
(Holzbearbeitung)

Eine Bandsäge ist eine Werkzeugmaschine, deren Werkzeug aus einem zu einem geschlossenen Ring verlöteten oder geschweißten Bandsägeblatt besteht. Das so entstandene Endlossägeblatt wird über meist zwei Rollen oder Räder geführt, wobei eines davon motorgetrieben ist. Die Sägeseite des Blattes wird durch eine Führungseinrichtung stabilisiert und auf die benötigte Schnittbreite/-höhe eingestellt. Der Rest des rotierenden Sägeblattes ist zur Unfallverhütung komplett eingehaust. Meist sind die Sägen noch, je nach Material, mit einer Kühl- (z. B. bei Metall) oder Gleit-/Schmiermittelabgabevorrichtung (besonders bei stark harzhaltigem Holz) versehen.

## Geschichte

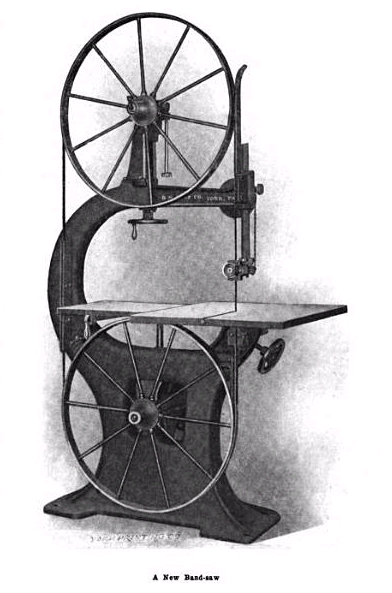
Historische Bandsäge von 1908,
noch komplett ohne Sicherheitsabdeckungen

Die Idee der Bandsäge geht mindestens auf das Jahr 1809 zurück, als der Brite William Newberry ein Patent für seine Idee erhielt. Niemand konnte zu dieser Zeit ein Sägeblatt herstellen, dessen Enden stabil zu einem Band zusammengefügt werden konnten und der ständigen Biegung standhielt. So blieb die Erfindung zunächst ein erfolgloses Kuriosum. Erst fast 40 Jahre später gelang es der Französin Anne Pauline Crépin, ein gelötetes Sägeblatt herzustellen. Das Patent wurde ihr am 29. August 1846 erteilt. Schon bald verkaufte Crépin das Patent und dessen Nutzungsrechte an den Pariser Hersteller „A. Périn & Compagnie“. Périn verband die Löttechnik von Crépi mit neuen Stahlsorten und Anlassverfahren und konnte so das erste „moderne“ Sägeblatt herstellen. Das waren die Voraussetzungen, um der Maschine zum Durchbruch zu verhelfen. Auf der Pariser Weltausstellung 1855 sorgte Périns Bandsäge für Furore und schon bald wetteiferten französische, englische, deutsche und US-amerikanische Ingenieure um deren Vervollkommnung. Bandsägen wurden in Europa schnell populär und in den späten 1860er Jahren hatten sie auch ihren Weg nach Nordamerika gefunden.
Das erste US-amerikanische Patent auf Bandsägen wurde Adam Stewart aus Baltimore am 5. Juli 1817 erteilt. Stewarts Patent seiner „Band or Belt Saw“  (dt. „Band- oder Gürtelsäge“) ging beim Brand des Patentamtes 1836 verloren. Erhalten blieb nur eine Beschreibung, die von einem Zeitschriftenredakteur verfasst wurde, der sich selbst als „wenig vertraut mit Maschinen im Allgemeinen“ bezeichnete. Er beschreibt ein herkömmliches vertikales Bandsägewerk mit zwei Rädern; Blattführungen oder die Art und Weise; wie das Blatt über die Räder gespannt wird, wurde nicht erwähnt. Eine Säge wurde von R. French, einem Mühlenbauer aus Morrisville, Pennsylvania, gebaut. Stewart bot an, sein Patent zu lizenzieren und French bot an, das Stewart-Patentsägewerk auf Bestellung zu bauen. Nichts deutet darauf hin, dass diese Säge jemals einen langfristigen Erfolg hatte.

## Funktionsprinzip und Einsatz

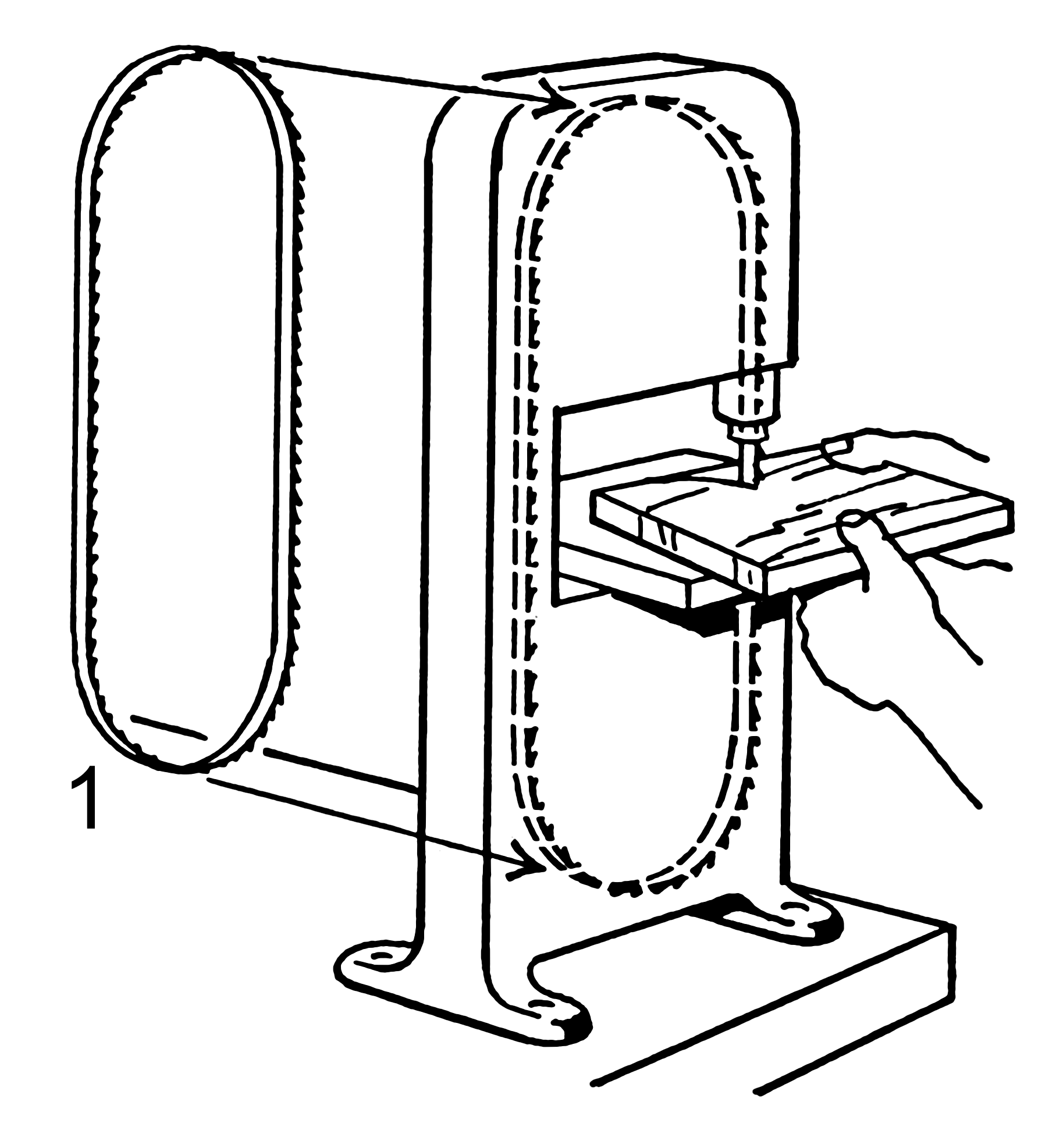
Funktionsprinzip

Bandsägen werden hauptsächlich als Stationärmaschinen produziert, jedoch gibt es auch elektrische Handbandsägen. Die Maschinen werden verwendet zum Sägen von Holz, Metall, Kunststoff, Textilien, Leder oder Porenbeton, der Schwerpunkt der Verwendung liegt jedoch in der Holzbearbeitung. Mit einer Bandsäge sind sowohl gerade (breites Sägeband) als auch geschweifte Schnitte (schmales Sägeband) möglich. Mit besonderen Hilfsvorrichtungen lassen sich außerdem kreisförmige Zuschnitte herstellen. Das in allen gängigen Zahnungen und Schränkungen verfügbare Bandsägeblatt wird über zwei Räder geführt, damit ist ein endloser unterbrechungsfreier Schnitt möglich.

### Holz
In Schreinereien werden kleinere Modelle als Tischbandsägen eingesetzt. Mobile Varianten einer Bandsäge auf Rädern wurden noch in den 1960er-Jahren von Holzhändlern auf dem Land eingesetzt, um Brennholz in handliche Stücke zu sägen, die dann vom Käufer in Eigenleistung mit der Axt gespalten wurden. Derartige Maschinen werden auch heute noch genutzt.

### Metall
Bei der Metallbearbeitung sind Bandsägen meist als Kappsägen ausgebildet, um Stangenware oder Rohre abzulängen (s. Bildergalerie). Das Sägeblatt muss dafür im Sägebereich um 90° gedreht werden. Das geschieht mit einer Mechanik vor bzw. hinter den Laufrädern. Wie viele zerspannende Maschinen zur Metallverarbeitung haben auch größere Bandsägen Vorrichtungen zur Kühlmittelzufuhr.

### Lebensmittel
In der Lebensmittelbranche werden sogenannte Knochenbandsägen (Standversion) aus Edelstahl zum Sägen von Gefrierfleisch und Knochen genutzt. Bei der industriellen Schlachtung werden kleinere Handmodelle, die über eine Seilzughalterung an der Decke montiert sind, zum Zerteilen von Rindern und Schweinen in Hälften benutzt.

### Sonstige
Eine weitere Form des Bandsägens ist das Sägen mit einem diamantbeschichteten Band, wodurch eine Schnittfläche in Schleifqualität erzeugt wird. Diamantbandsägen finden vor allem in der industriellen Produktion oder in der Materialforschung bzw. in Labors Anwendung. Besonders geeignet ist diese Sägetechnik für das Schneiden von Graphit, Katalysatoren, GFK, Plastinaten, Probenpräparationen und Glas.

## Blockbandsäge

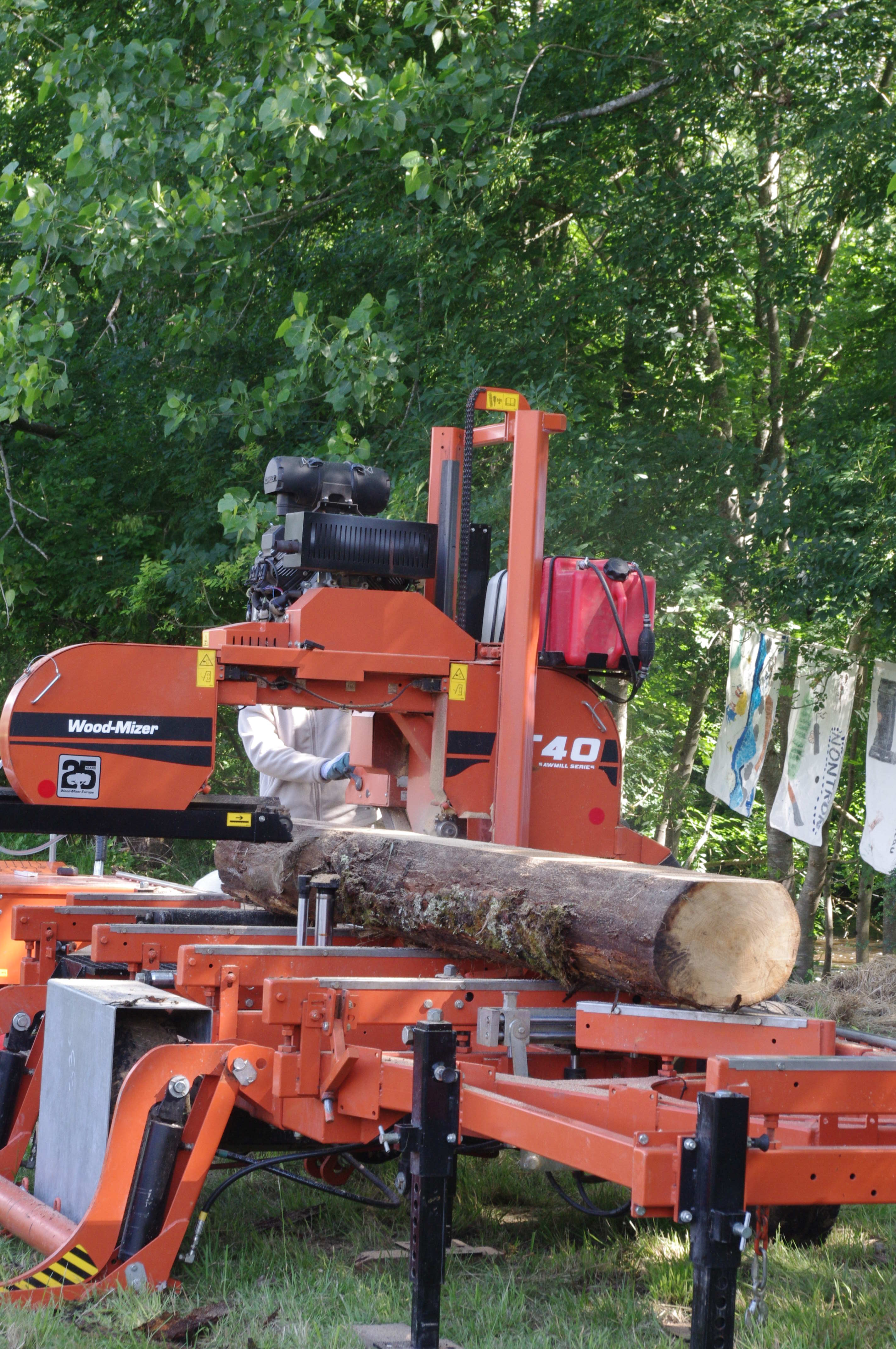
Mobile Blockbandsäge

Um Baumstämme zu zerteilen, werden entweder Gattersägen oder Blockbandsägen benutzt, um Schnittholz wie Bretter, Leisten, Kanthölzer, herzustellen. Beide Arten werden sowohl mit vertikaler als auch horizontaler Lagerung gebaut. Die vertikale Ausrichtung kommt meist bei großen, industriellen Sägewerken zum Einsatz, da sie fest montiert werden und einen Fahrweg für den Stammschlitten, auch Blockwagen genannt, benötigen. Die Horizontalversion wird eher von kleineren Sägewerken oder in Lohnarbeit als mobile Anhängerversion genutzt. Mit dieser fahren die Lohnunternehmer Forstbetriebe und private Waldbesitzer an, um geschlagene Stämme aufzutrennen.
Es wird zwischen Vertikal- und Horizontalbandsägen unterschieden, was sich auf die Lage des Sägebandes bezieht. Horizontale Bandsägen werden meistens für das Trennen von Stangenmaterial (Stahl, andere Metalle) verwendet. Bei ihnen befindet sich das Band auf einem klappbaren Bügel, der Schnittdruck wird über einen hydraulischen Dämpfer geregelt. Vertikalbandsägen werden hingegen eher für Schnitte aus der Fläche genutzt.

## Bildergalerie
- Bandsäge im Einsatz

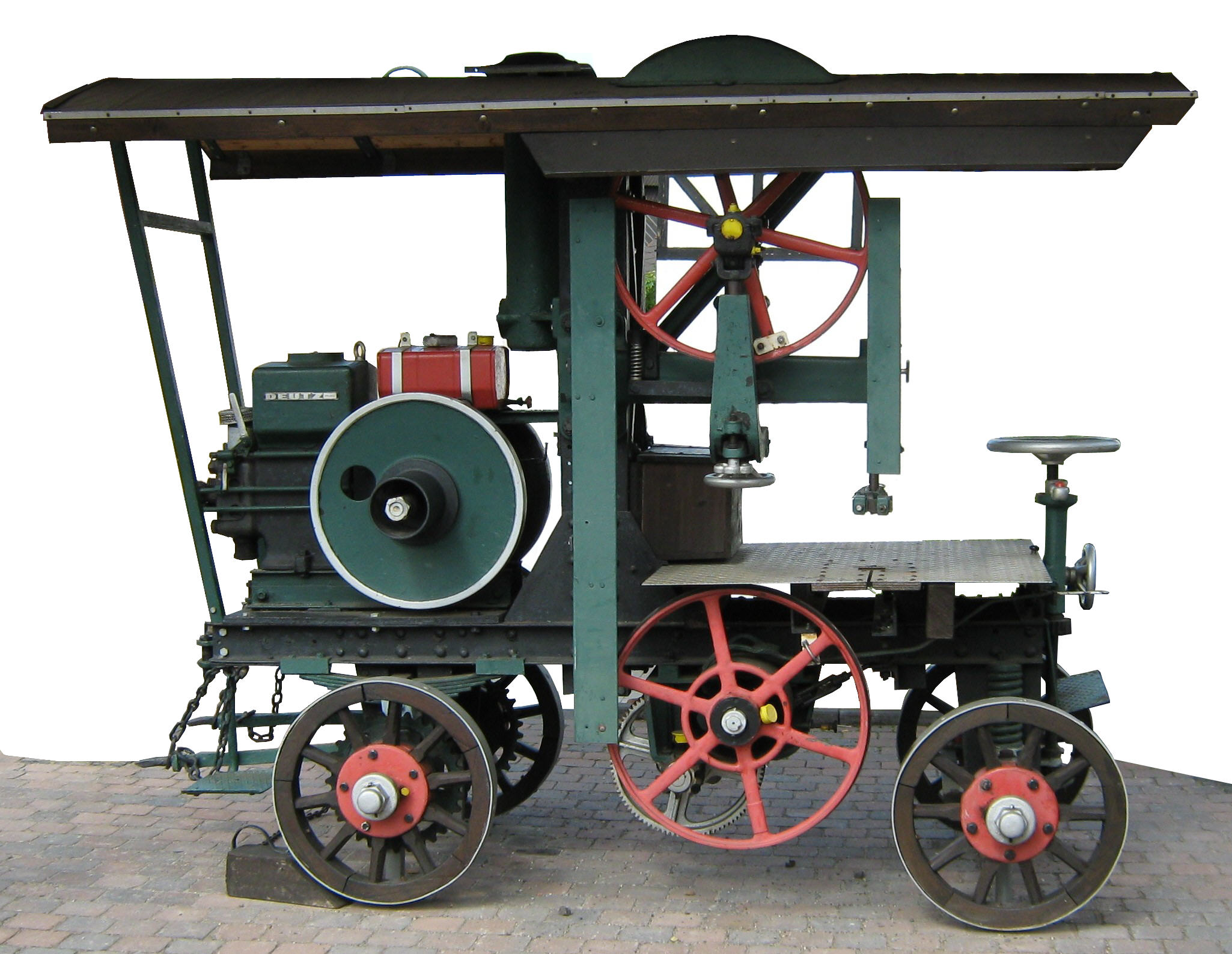
Selbstfahrende Bandsäge mit Deutz-Dieselmotor (1911)
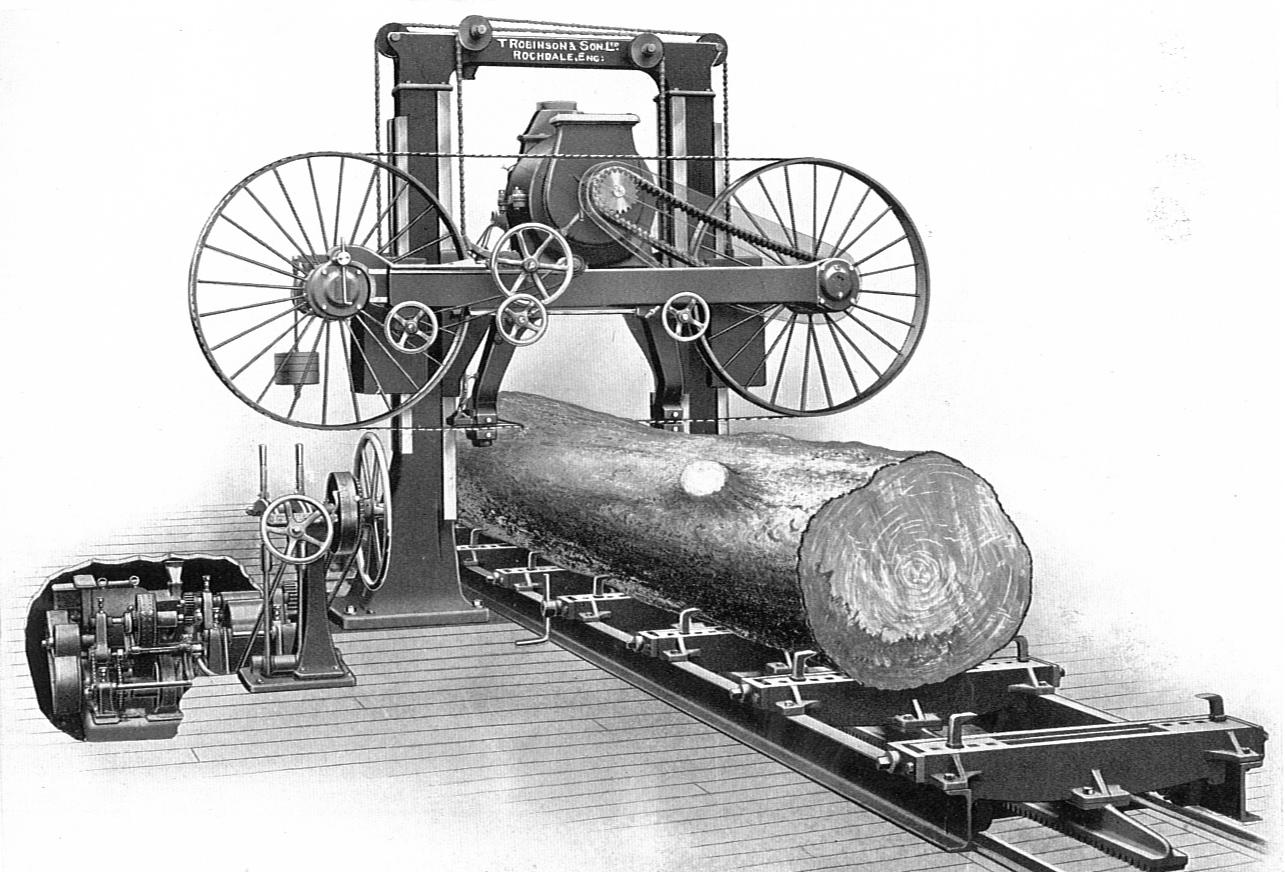
Blockbandsäge (horizontale Ausrichtung)
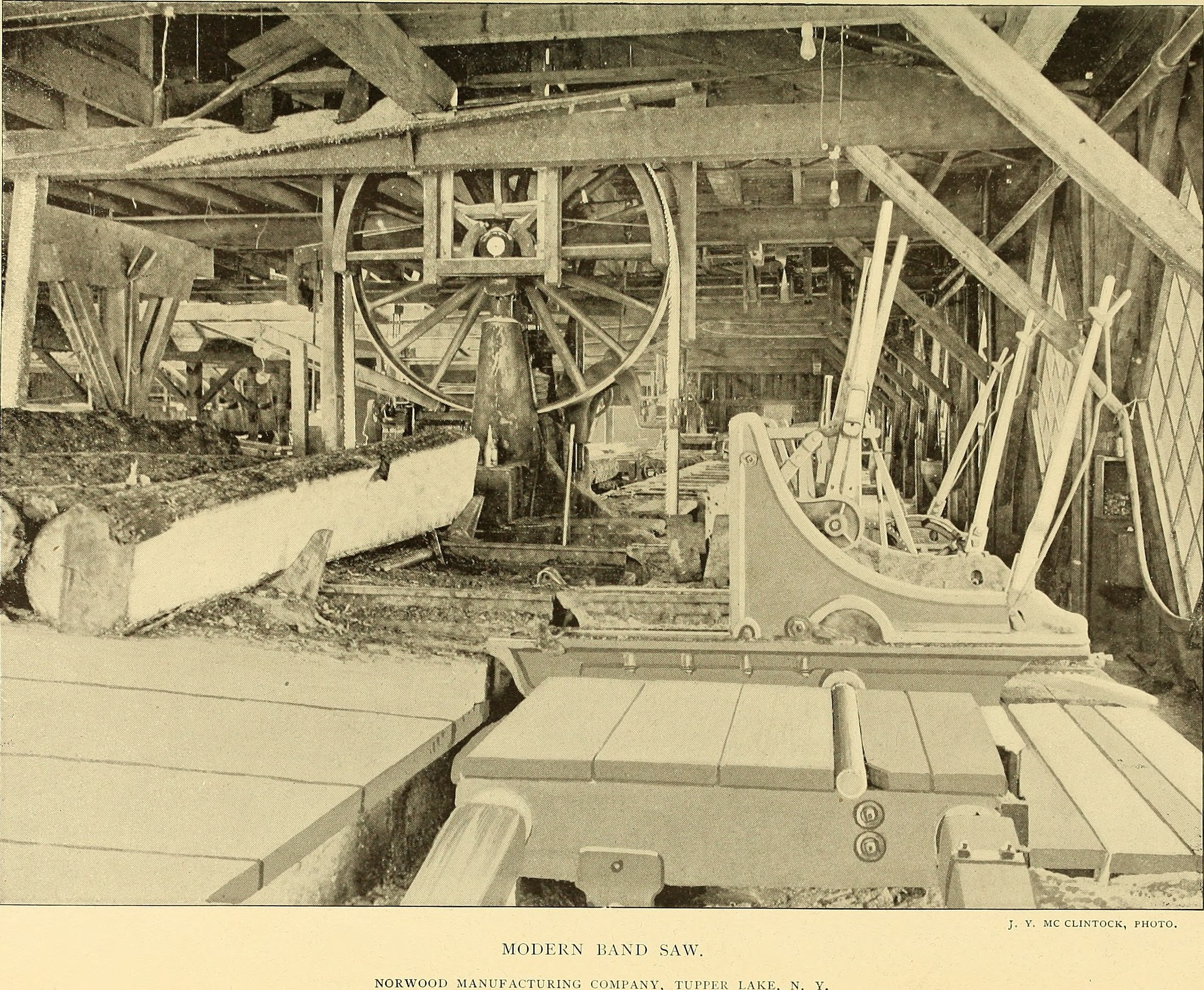
Stationäre Blockbandsäge (1899) (vertikale Ausrichtung)
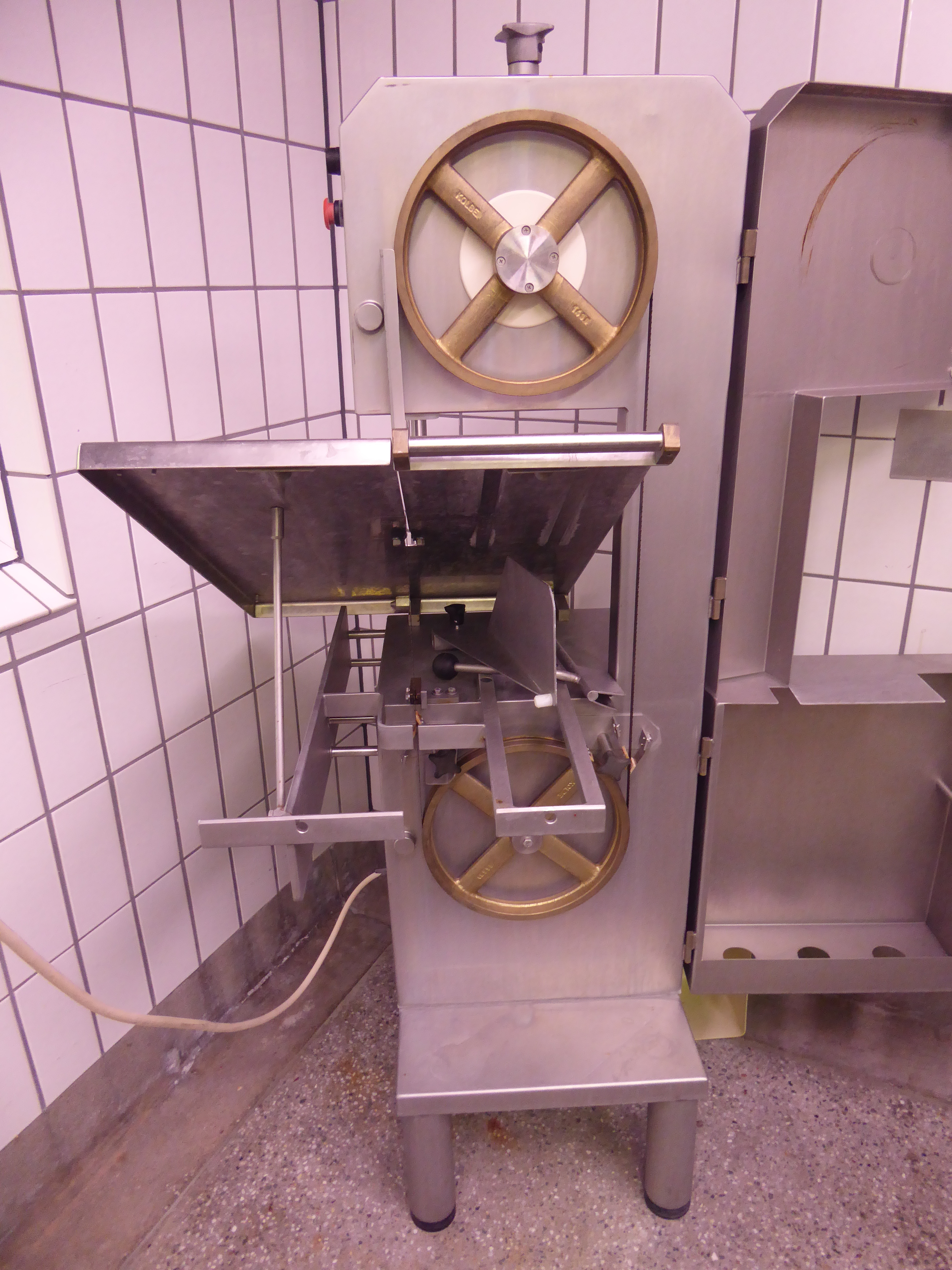
Knochenbandsäge zur Fleischbearbeitung